# نورمن (ایندیانا)
نورمن (به انگلیسی: Norman) یک منطقهٔ مسکونی در ایالات متحده آمریکا است که در شهرستان جکسون، ایندیانا واقع شده‌است. نورمن ۲۶۴٫۸۷ متر بالاتر از سطح دریا واقع شده‌است.